# Chantier Kourtéré
Chantier Kourtéré ist ein Weiler im Arrondissement Niamey V der Stadt Niamey in Niger.

## Geographie
Der Weiler befindet sich im Westen des ländlichen Gebiets von Niamey V. Zu den umliegenden Siedlungen zählen das Dorf Ganguel im Norden, das Dorf Kourtéré Boubacar Péage im Nordosten und der Weiler Lamoudé im Westen. Das französische Wort chantier bedeutet Lagerplatz oder Baustelle. Kourtére findet sich in mehreren geografischen Bezeichnungen in der Gegend. In der Nähe von Chantier Kourtéré verläuft das Trockental Kourtéré Gorou, das eine Länge von 17 Kilometern aufweist und hinter dem Dorf Kourtéré Samboro in den Fluss Niger mündet.

## Bevölkerung
Bei der Volkszählung 2012 hatte Chantier Kourtéré 244 Einwohner, die in 36 Haushalten lebten.

## Wirtschaft und Infrastruktur
Am Ortsrand von Chantier Kourtéré verläuft die 119,5 Kilometer lange und asphaltierte Nationalstraße 6 zwischen dem Stadtzentrum von Niamey und der Staatsgrenze zu Burkina Faso.